# Prosevania inchoata
Prosevania inchoata är en stekelart som beskrevs av Jean-Jacques Kieffer 1916. Prosevania inchoata ingår i släktet Prosevania och familjen hungersteklar. Inga underarter finns listade i Catalogue of Life.